# Chémery-Chéhéry
Chémery-Chéhéry es una comuna nueva francesa situada en el departamento de Ardenas, de la región de Gran Este.

## Historia
Fue creada el 1 de enero de 2016, en aplicación de una resolución del prefecto de Ardenas de 21 de diciembre de 2015 con la unión de las comunas de Chéhéry y Chémery-sur-Bar, pasando a estar el ayuntamiento en la antigua comuna de Chémery-sur-Bar.

## Demografía
| Gráfica de evolución demográfica de Chémery-Chéhéry entre 1800 y 2013 |
|                                                                       |

Los datos entre 1800 y 2013 son el resultado de sumar los parciales de las dos comunas que forman la nueva comuna de Chémery-Chéhéry, cuyos datos se han cogido de 1800 a 1999, para las comunas de Chéhéry y Chémery-sur-Bar de la página francesa EHESS/Cassini. Los demás datos se han cogido de la página del INSEE.

## Composición
| Comuna delegada | Código INSEE | Población (2013) | Superficie (km²) | Densidad (hab./km²) |
| --------------- | ------------ | ---------------- | ---------------- | ------------------- |
| Chéhéry         | 08114        | 128              | 4.92             | 26                  |
| Chémery-sur-Bar | 08115        | 437              | 22.87            | 19                  |